# Chōfu (Tokio)
Chōfu (調布市 Chōfu-shi?) es una ciudad ubicada en Tokio Occidental, la parte occidental de la Metrópolis de Tokio, Japón.

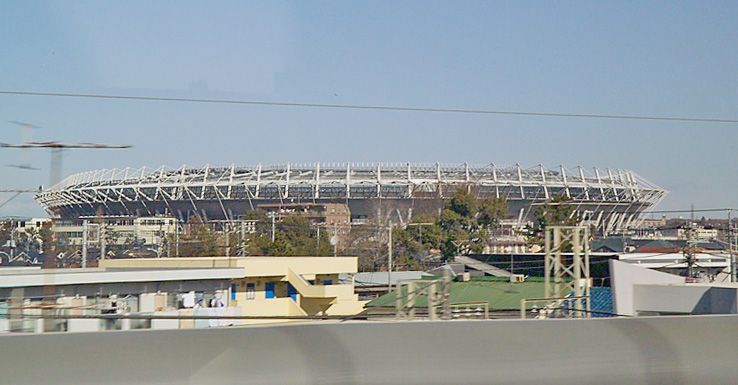
Estadio Ajinomoto.

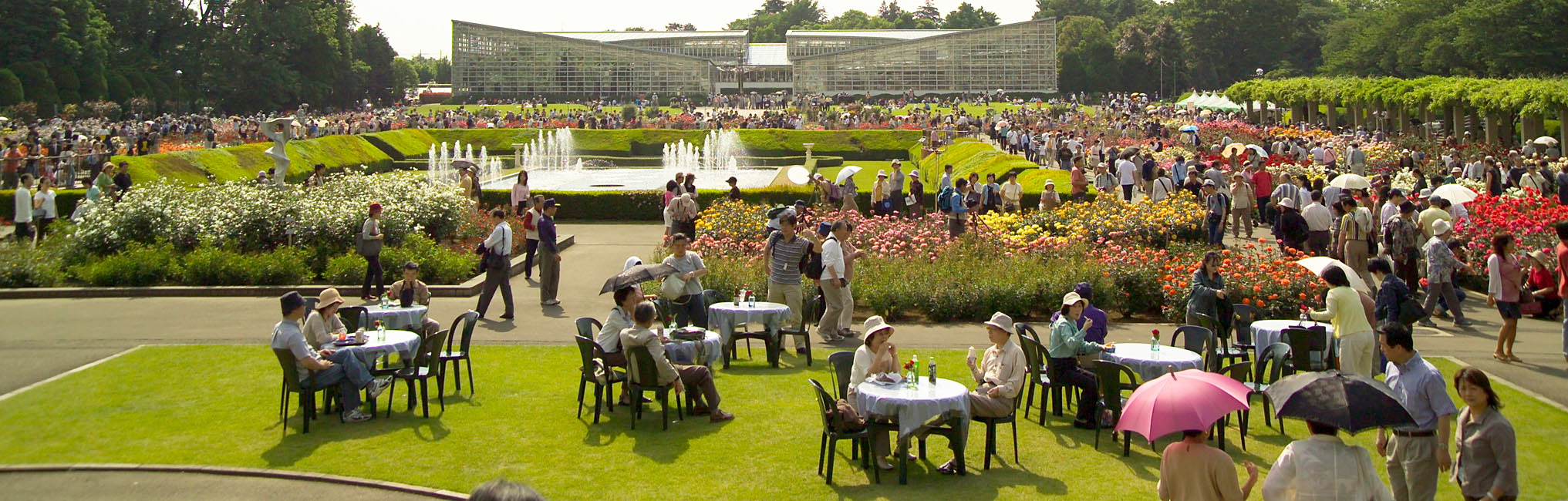
El jardín botánico Jindai.

Fue fundada el 1 de abril de 1955. En 2003, la ciudad contaba con un estimado de 210.428 habitantes, y una densidad de 9.773,71 personas por km², en un área total de 21,53 km².
El estadio Tokyo Stadium (conocido como el Estadio Ajinomoto) es sede de dos equipos de fútbol profesionales: F.C. Tokyo y Tokyo Verdy. En Chōfu se encuentra el aeropuerto de Chōfu, el cual maneja la aviación comercial hacia las islas Izu, al sur de Tokio. Desde el centro de Tokio, se puede llegar a Chōfu por la línea Keio del metro. La Autopista Expresa Chuo atraviesa Chōfu.